# Я бреду по бездорожью
Я бреду по бездорожью… — дебютный сольный студийный альбом музыканта Константина Никольского, вышедший в 1992 году.

## История создания
В 1990 году Никольский распускает «Зеркало мира» и начинает сольную карьеру. Он выпускает магнитофонный альбом; в записи приняли участие последний клавишник «Зеркала мира» Михаил Шевцов, бас-гитарист и студийный звукорежиссёр Александр Кузьмичёв, барабанщик Игорь Костиков. С этими музыкантами Никольский сотрудничал много лет. Фактически изменился только состав; Никольский по-прежнему исполнял свои песни с аккомпанирующей группой. Через год была записана песня «Я бреду по бездорожью», давшая альбому название.
В альбом вошли четыре песни на стихи самого Никольского, три — на стихи португальского поэта Фернандо Пессоа, одна — на стихи классика испанской поэзии Густаво Адольфо Беккера. В 1992 году вышла виниловая пластинка, в 1994-м — компакт-диск, изданный фирмой ДЛ-ЛОТА, в 1996-м — компакт-кассета.
Тираж печатался во Франции, на тот момент производство CD в России ещё только налаживалось. Бельгийский звукорежиссёр Жан-Марк Гёнс (Jean-Marc Geuens) работал с Патрисией Каас, Демисом Руссосом, Брайаном Адамсом. Никольский: «Это была целая история. В Париже нашим альбомом занимался такой Мишель — русский, его родители уехали туда ещё в революцию, сам он родился в Конго, жена у него бельгийка… Ну просто гражданин мира. И вот он по каким-то делам был в России, случайно услышал нас, и очень ему понравилось все это творчество. В результате альбом был произведен во Франции, а меня внесли в мировой реестр авторов…».
Аранжировка «От любви к любви» похожа на «Money for Nothing» группы Dire Straits, которую Константин слушал ещё с молодости.

## Список композиций
1. Intro (Константин Никольский) 00:54
2. Растаяла дымка сквозная (Никольский — Фернандо Пессоа) (6:03)
3. Ещё не сгустились тени (Никольский — Фернандо Пессоа) (4:00)
4. От любви к любви (Никольский) (5:35)
5. Спи, душа моя (Никольский — Фернандо Пессоа) (4:40)
6. Без цели и без расчёта (Никольский — Густаво Адольфо Беккер) (5:09)
7. Прошедший день (Никольский) (5:17)
8. Не уходи, мой друг (Никольский) (8:37)
9. Я бреду по бездорожью (Никольский) (5:47)

## Участники записи
- Константин Никольский — лидер-вокал, электрогитара, акустическая гитара.
- Михаил Шевцов — электроорган «Хаммонд», фортепиано, бэк-вокал.
- Александр Кузьмичёв — бас-гитара.
- Игорь Костиков — барабаны.
- Аркадий Березовский — бэк-вокал
- В работе по записям помогали: Л. Ацифинская, Е. Руденко, М. Семин, И. Кожин, К. Есипов, А. Гринев, В. Павлов, М. Удалов, В. Гришин.
- Запись и сведение — Александр Кузьмичёв
- Мастеринг — Жан Марк Гёнс (Бельгия)
- Продюсеры — Константин Никольский, Михаил Шевцов

Запись сделана в период с января по май 1991 года на тон-студии Мосфильм.